# Ilkiäjärvi
Ilkiäjärvi eller Ilkiajärvi är en sjö i Finland. Den ligger i kommunen Enare i landskapet Lappland, i den norra delen av landet, 1 000 km norr om huvudstaden Helsingfors. Ilkiajärvi ligger 148,6 meter över havet. Arean är 19,2 hektar och strandlinjen är 2,3 kilometer lång. Sjön  ingår i Pasvik älvs huvudavrinningsområde. 